# 薩爾瓦多 (電影)
《突破煉獄》（英語：Salvador）是一部1986年的美國電影，由奧利華·史東執導、監製兼編劇，占士·活士、吉姆·貝魯什、Michael Murphy、John Savage、Elpidia Carrillo和Cindy Gibb主演。

## 外部連結
- 豆瓣电影上《萨尔瓦多》的資料 （简体中文）
- 时光网上《萨尔瓦多》的資料（简体中文）
- AllMovie上《薩爾瓦多》的资料（英文）
- 爛番茄上《薩爾瓦多》的資料（英文）
- Box Office Mojo上《薩爾瓦多》的資料（英文）
- 互联网电影数据库（IMDb）上《薩爾瓦多》的资料（英文）